# Meersel-Dreef

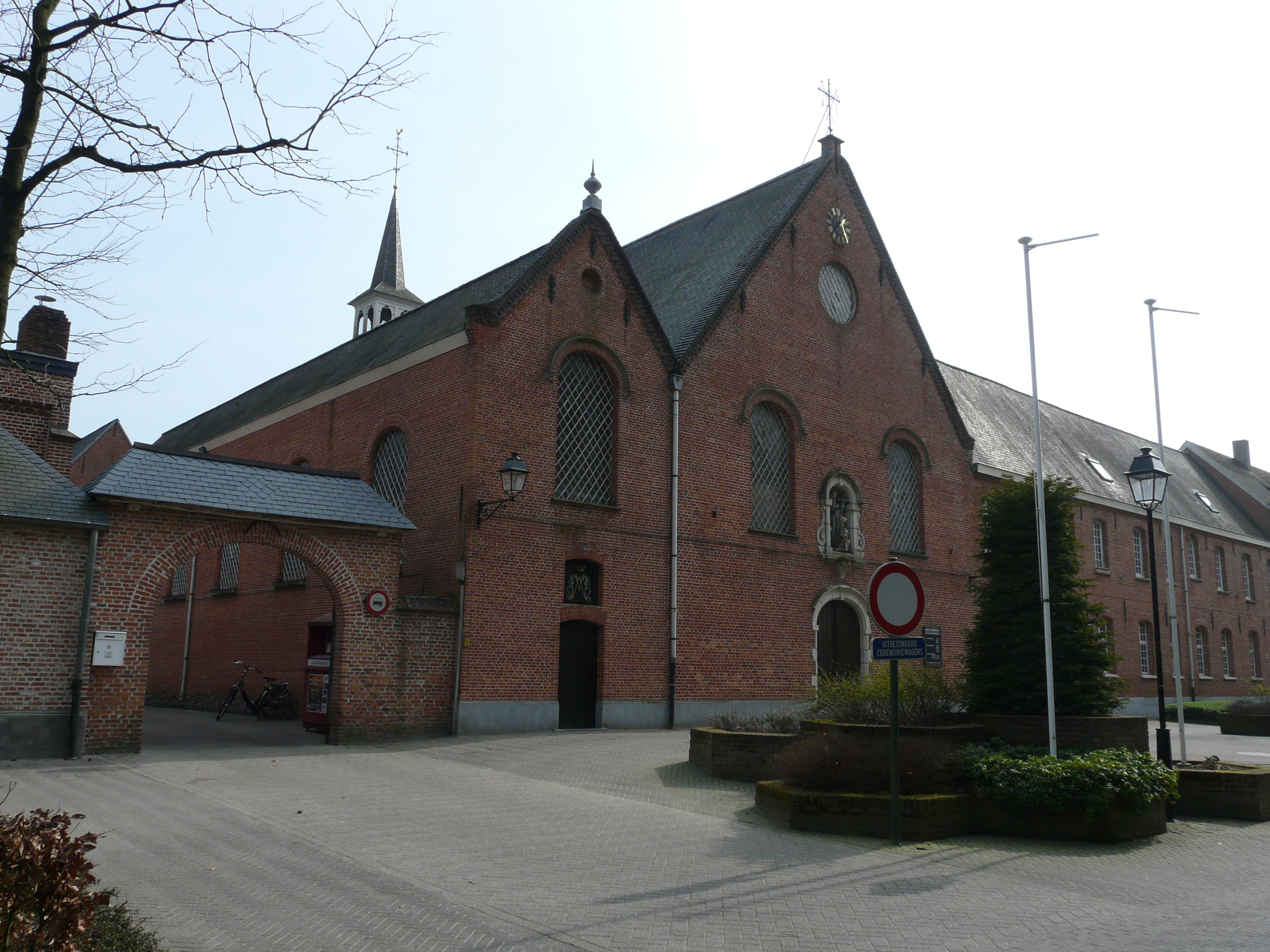
Kapucijnenklooster

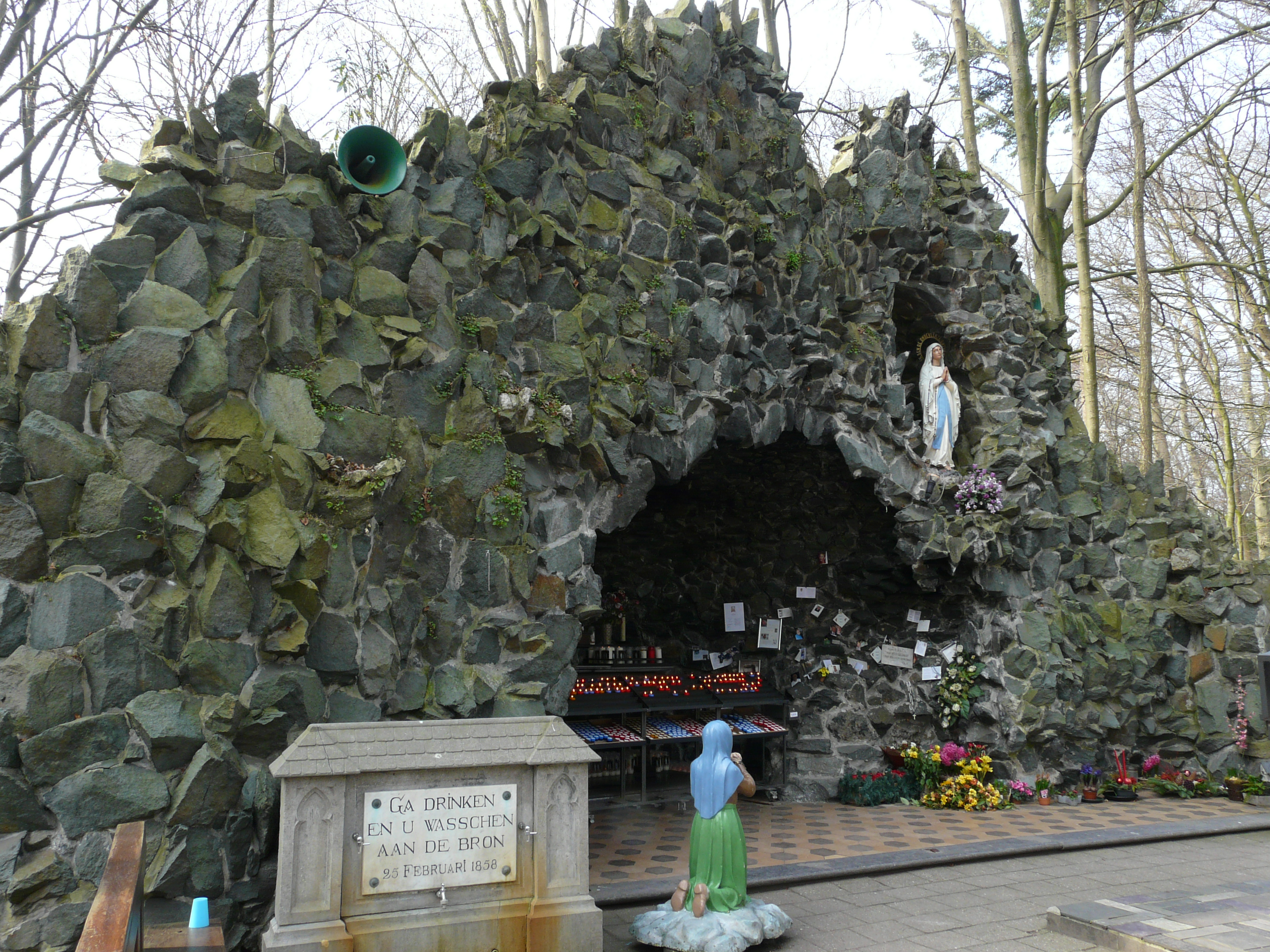
Lourdesgrot in het Mariapark

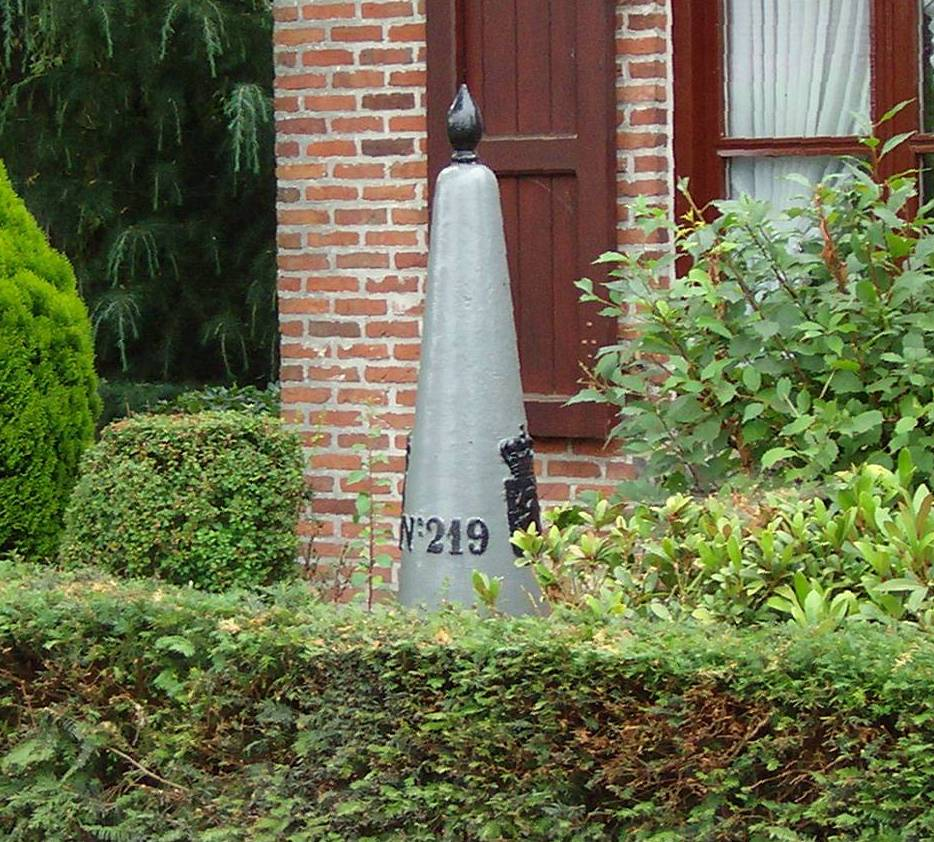
Grenspaal 219 aan het Heieinde in Meersel-Dreef, noordelijkste grenspaal van België.

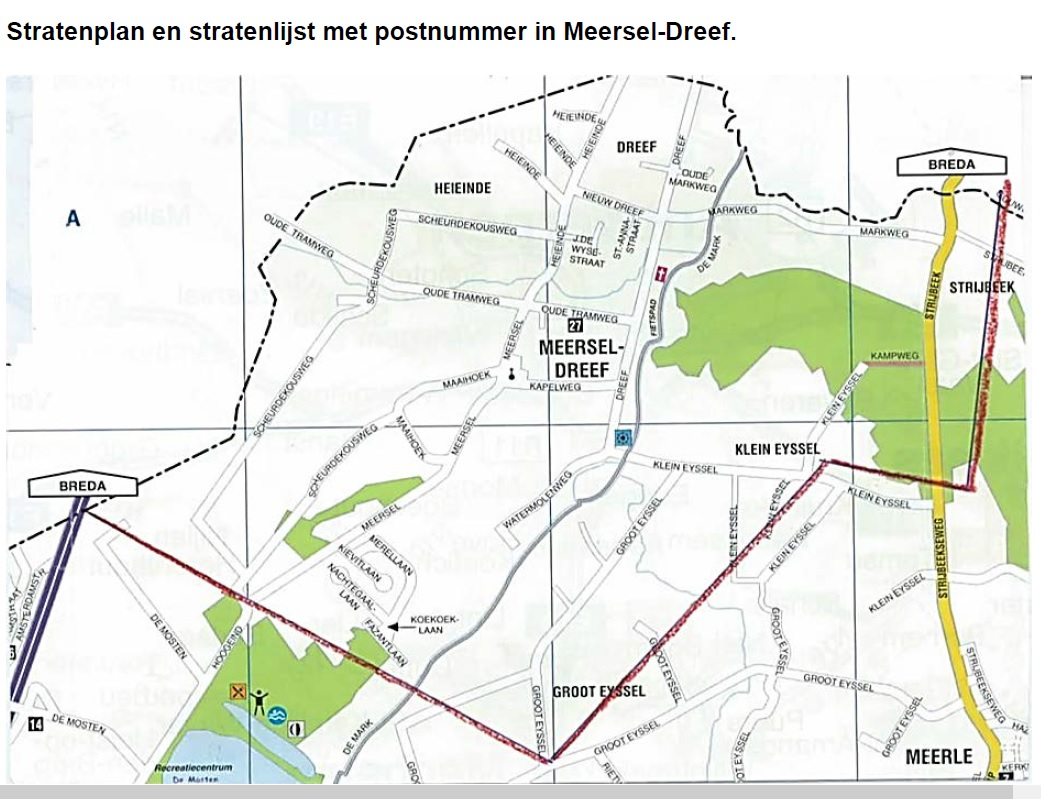
Grenzen Meersel-Dreef zoals opgesteld door de dorpsraad van Meersel-Dreef

Meersel-Dreef is een dorp en parochie in de Belgische provincie Antwerpen, direct grenzend aan de Nederlandse grens. Komend vanuit de richting Galder heeft men eigenlijk nauwelijks door dat men in België is; de grens loopt dwars over de doorgaande weg, tussen de huizen. 
Hoewel de leefgemeenschap nooit een zelfstandige gemeente vormde en daarom formeel geen deelgemeente kan worden genoemd, wordt zij door het gemeentebestuur van Hoogstraten als zodanig beschouwd. Meersel-Dreef telde 1080 inwoners in 2005. In 1995 bestond 44% van de bevolking uit Nederlanders.

## Toponymie[3]
Meersel-Dreef bestaat uit twee woonkernen, namelijk Meersel en Dreef. 
- Het toponiem Meersel is tweeledig, met name Meer en -sel. 
  - Het woorddeel meer is afgeleid van het Germaanse woord mari (meer) of mariski (land naast een waterloop).
  - Het woorddeel -sel is vermoedelijk afgeleid van het Germaanse woord sali, dat huis betekent.

De naam Meersel kan dus verklaard worden als Een huisje op een laag gelegen gebied nabij een waterloop of Huis bij een meer of moeras. 
- Een Dreef is een ander woord voor een Drift. Dreven waren bos- of veldwegen waarlangs men het vee dreef, vanuit het dorp naar een open veld.

## Geschiedenis
Meersel bleef lange tijd zeer landelijk. Meer naar het noorden, aan de grens met Nederland, ontwikkelde zich een nieuw gehucht: Dreef, dat sterker bebouwd was en ook het centrum van de gezamenlijke parochie Meersel-Dreef werd. De bebouwing van de gehuchten is naar elkaar toegegroeid, zodat de twee gehuchten nu als één dorp met de naam Meersel-Dreef aangezien worden. Bij de fusie van Meerle en Hoogstraten in 1977 heeft men ervoor gekozen om Meersel en Dreef samen te voegen tot Meersel-Dreef.

### Dreef
Dreef is ontstaan rond het Kapucijnenklooster dat in 1687 werd gebouwd in de buurt van de Mark. De kloosterkerk doet dienst als parochiekerk voor de parochie Meersel-Dreef. Het klooster doet sinds 1968 dienst als kapelanij. In 1889 werd een beukendreef naar het klooster aangelegd. De Dreef, die sinds 1953 beschermd is, gaf zijn naam aan het gehucht dat er rond ontstond. Verder zijn als monument erkend het Mariapark met de Lourdesgrot (een Rooms-Katholiek bedevaartsoord) en de Meerselmolen, een watermolen op de rivier de Mark die dateert uit de 14e eeuw.

### Meersel
De naam Meersel wordt voor het eerst vermeld als Meersele, wat plaats aan een waterplas betekent. Meersel was reeds rond het jaar 1200 bewoond. Deze bewoners waren afkomstig uit Meer. Meersel is ouder dan Meerle dat vanuit Baarle ontgonnen werd. Er ontstond zo een straatdorp langs de weg Leuven-Breda. Meersel werd al vroeg verdeeld over de heerlijkheden Meer (eigendom van de Heer van Meer) en Meerle (eigendom van de abdij van Thorn) en dit zou gedurende de hele middeleeuwen niet wijzigen. Ook bij het ontstaan van de gemeenten in 1795 bleef het gehucht verdeeld over de twee gemeenten.
In 1223 werd te Meersel reeds een kapelletje gebouwd. In 1421 werd een nieuwe kapel gebouwd, in opdracht van de Heer van Hoogstraten. Deze kapel, de Sint-Luciakapel, werd ingewijd op 28 april van dat jaar. Deze deed dienst als hulpkapel voor de kerk van Meerle. Tot op de dag van vandaag is de kapel een druk bezochte bedevaartplaats. In 1935 en in 1982 werd ze gerestaureerd. In 1953 werd de kapel aangewezen als beschermd monument.

## Geografie

### Ligging
Het dorp is gelegen aan de Mark. Het ligt tussen het Nederlandse Galder en Groot Eysel. Het is tevens het meest noordelijk gelegen dorp van België, met daarin het noordelijkste punt van België. De hoogte bedraagt ongeveer 10 meter.

## Bezienswaardigheden
- De Sint-Luciakapel
- Het Mariapark
- De Onze-Lieve-Vrouwekapel
- Het Kapucijnenklooster
- De Meerselmolen

## Recreatie en natuur
In de landelijke omgeving ligt het Recreatiegebied De Mosten en het Markdal. Verschillende wandel- en fietsroutes doorkruisen de plaats, die door de landelijke en rustige omgeving geliefd is bij dagjesmensen die een tocht in de regio willen maken.

## Mobiliteit

### Openbaar vervoer
- De Nederlandse vervoerder Arriva verzorgt de verbinding van de deelgemeente met Breda door middel van buslijn 176: Breda, Station - De Klokkenberg - Galder - Meersel-Dreef, Nieuw Dreef.

- De Vlaamse vervoerder De Lijn verzorgt de verbinding van de deelgemeente met één buslijn vanuit Brecht (buslijn 69), één buslijn vanuit Turnhout (buslijn 439) en één buslijn vanuit Hoogstraten (buslijn 604).

### Wegverkeer
Meersel-Dreef is vanuit Antwerpen bereikbaar vanaf de E19. Vanuit Nederland verlaat men het best de A58 bij aansluiting Ulvenhout.

## Nabijgelegen kernen
Galder, Meerle, Meer